# Ville-sur-Arce
Ville-sur-Arce é uma comuna francesa na região administrativa de Grande Leste, no departamento de Aube. Estende-se por uma área de 16,16 km². Em 2010 a comuna tinha 215 habitantes (densidade: 13,3 hab./km²).